# Совет мира ГДР

Флаг Совета мира ГДР

Совет мира ГДР (нем. Friedensrat der DDR) — общественная организация в Германской Демократической Республике, выступавшая согласно уставу за мир во всём мире, разрядку международной напряжённости, мирное сосуществование государств с различным общественным строем, отмену неоколониализма, расизма и за антиимпериалистическую солидарность. Совет мира ГДР был учреждён 10 мая 1949 года под эгидой Социалистической единой партии Германии как «Немецкий комитет борцов за мир» и впоследствии до 1963 года несколько раз менял своё название. В состав Совета мира ГДР входило около трёхсот человек, в основном партийные деятели СЕПГ, других партий ГДР, массовых общественных организаций Национального фронта ГДР, а также лица, имевшие влияние в культурной и религиозной жизни Восточной Германии. Председателями Совета мира ГДР избирались Иоганнес Р. Бехер, Анна Зегерс, Арнольд Цвейг, Вальтер Фридрих и Гюнтер Дрефаль. Совет мира ГДР входил в состав Всемирного совета мира и направлял своих представителей в Национальный фронт. Символом Совета мира ГДР был голубь мира Пабло Пикассо.
Совет мира ГДР учредил собственную награду за заслуги в деле сохранения мира — медаль Карла Осецкого и вёл активную издательскую работу.